# Maru Campos
María Eugenia Campos Galván, detta Maru (Chihuahua, 11 settembre 1975), è una politica e avvocata messicana, governatrice del Chihuahua dall'8 settembre 2021.

## Biografia
Nata a Chihuahua dall'ingegnere Manuel Campos Cepeda e dalla politica e deputata María Eugenia Galván Antillón, Maru si laurea in diritto all'Istituto tecnologico e di studi superiori di Monterrey e consegue un master in studi latinoamericani presso l'Università di Georgetown.

### Carriera politica
Ha lavorato come consulente del Partito Azione Nazionale al Congresso di Chihuahua e segretaria di Stato dell'azione giovanile del suo partito a Chihuahua. Nel 2001 è stata funzionaria presso la Direzione generale per lo sviluppo politico della Segreteria di governo.
Viene eletta poi deputata federale dal 2006 al 2009, ricoprendo il ruolo di segretaria della commissione per le relazioni estere e di membro delle commissioni del distretto federale e della funzione pubblica, oltre che membro anche della commissione speciale per la riforma dello Stato.
Con le elezioni del 2012, si ricandida come deputata dello stesso partito sempre in rappresentanza del Chihuahua, ma non vince le elezioni.

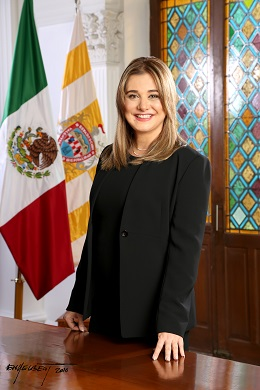
Maru Campos come sindaca di Chihuahua

Viene invece nominata al Congresso del Chihuahua per il periodo 2013-2016.
Nel 2016 si candida come sindaca di Chihuahua, risultando poi eletta. Due anni dopo si candida nuovamente per la stessa carica, vincendo con il doppio dei voti delle elezioni precedenti.
Nel maggio 2018 lascia momentaneamente l'incarico, che ricopre nel frattempo Marco Bonilla. Riprende la carica nell'agosto seguente che ricoprirà fino al gennaio 2021.
Si candida sempre nel 2021 come governatrice dello stato, per le elezioni di giugno, risultando eletta. Assume la carica l'8 settembre dello stesso anno.